# Joanne
Joanne (с англ. — «Джоанн») — пятый студийный альбом американской певицы Леди Гаги, который был открыт для предварительного заказа 6 октября 2016 года и издан 21 октября 2016 года на лейбле Interscope. Запись альбома длилась около полугода. Певица работала над пластинкой в сотрудничестве с такими продюсерами и авторами, как BloodPop, Кевин Паркер, Марк Ронсон и RedOne. Первый сингл «Perfect Illusion» в поддержку альбома был выпущен 9 сентября 2016 года.

## Название, оформление
Леди Гага назвала альбом в честь своей покойной тети Джоанн, которая умерла в возрасте 19 лет из-за осложнений, вызванных волчанкой. В буклете к альбому «The Fame» (2008 год) напечатанo её стихотворение "For a Moment" (На мгновенье).
С объявлением названия пластинки, певица показала обложку альбома. На ней Гага изображена в профиль на голубом фоне, в розовой широкополой шляпе. Шляпа была создана Глэдис Тэймз. Дизайнер также указала, что Гага попросила создать эту модель шляпы в розовом цвете. Также для певицы были несколько изменены форма и лента на шляпе. Модель была названа "Lady Joanne". Дизайн головного убора был вдохновлен 70-ми годами.
Многие критики отметили, что оформление выглядит более просто в сравнении с оформлением двух предыдущих альбомов исполнительницы. В буклет альбома вошли фото из личного архива певицы, а также фото, сделанные во время работы над альбомом.
В трек-лист альбома вошло 11 композиций, в делюкс-версию вошло 14 треков, а в японское издание альбома 15 песен.

## Музыка и лирика
Певица не стала ограничиваться определенным жанром в альбоме. В него вошли песни в стилях дэнс-рок и кантри. В плане звучания певица сделала больший уклон в сторону своего вокала, не мелодий, как в альбоме «ARTPOP», 2013 года. В интервью для Rolling Stones певица объяснила, что альбом рассказывает о её семье, семьях её родителей, её неудачах и отношениях с мужчинами.

## Коммерческий успех
Альбом дебютировал с первой строчки чарта Billboard 200, продавшись тиражом в 201 тыс. копий в Америке.
По состоянию на 2019 год, в мире было продано 2,705,000 копий альбома (с учётом стриминга). Joanne имеет золотые сертификации в Канаде, Великобритании, Мексике и Италии. В Бразилии и США пластинка получила платиновые сертификации.

## Отзывы
| Совокупная оценка   | Совокупная оценка |
| Источник            | Оценка            |
| ------------------- | ----------------- |
| Metacritic          | 68/100            |
| Оценки критиков     |                   |
| Источник            | Оценка            |
| AllMusic            | [ 10 ]            |
| The A.V. Club       | B                 |
| Chicago Tribune     | [ 12 ]            |
| The Daily Telegraph | [ 13 ]            |
| The Guardian        | [ 14 ]            |
| The Independent     | [ 15 ]            |
| NME                 | 4/5               |
| Pitchfork           | 6.9/10            |
| Rolling Stone       | [ 18 ]            |
| Slant Magazine      | [ 19 ]            |

Альбом получил положительные отзывы музыкальных критиков и интернет-изданий: Metacritic, The Daily Telegraph, AllMusic, Rolling Stone, The A.V. Club, Slant Magazine, USA Today, The Independent, The Guardian, Digital Spy, PopMatters, Pitchfork, Los Angeles Times, Spin, Chicago Times, The New York Times.

## Список композиций
| №                   | Название                              | Автор(ы)                                      | Продюсер(ы)                      | Длительность |
| ------------------- | ------------------------------------- | --------------------------------------------- | -------------------------------- | ------------ |
| 1.                  | «Diamond Heart»                       | Стефани Джерманотта Марк Ронсон Джош Хомме    |                                  | 3:30         |
| 2.                  | «A-Yo»                                | Джерманотта Хиллари Линдсей Ронсон BloodPop   |                                  | 3:28         |
| 3.                  | «Joanne»                              | Джерманотта Ронсон                            |                                  | 3:17         |
| 4.                  | «John Wayne»                          | Джерманотта Ронсон BloodPop Хомме             |                                  | 2:54         |
| 5.                  | «Dancin’ in Circles»                  | Джерманотта Бек BloodPop Ронсон               |                                  | 3:27         |
| 6.                  | «Perfect Illusion»                    | Кевин Паркер Джерманотта Ронсон BloodPop      | Леди Гага Ронсон Паркер BloodPop | 3:02         |
| 7.                  | «Million Reasons»                     | Джерманотта Линдсей Ронсон                    |                                  | 3:25         |
| 8.                  | «Sinner's Prayer»                     | Джерманотта Джош Тиллман Ронсон Томас Бренник |                                  | 3:43         |
| 9.                  | «Come to Mama»                        | Тилман Джерманотта Эмиль Хейни                |                                  | 4:15         |
| 10.                 | «Hey Girl» (при участии Флоренс Уэлч) | Уэлч Джерманотта Ронсон                       |                                  | 4:15         |
| 11.                 | «Angel Down»                          | Джерманотта RedOne                            |                                  | 3:49         |
| Общая длительность: | Общая длительность:                   | Общая длительность:                           | Общая длительность:              | 39:02        |

| №                   | Название                 | Автор(ы)                            | Длительность |
| ------------------- | ------------------------ | ----------------------------------- | ------------ |
| 12.                 | «Grigio Girls»           | Джерманотта Линдсей Ронсон BloodPop | 3:00         |
| 13.                 | «Just Another Day»       | Джерманотта                         | 2:58         |
| 14.                 | «Angel Down» (Work Tape) | Джерманотта RedOne                  | 2:20         |
| Общая длительность: | Общая длительность:      | Общая длительность:                 | 47:19        |

| №                   | Название                      | Длительность |
| ------------------- | ----------------------------- | ------------ |
| 15.                 | «Million Reasons» (Work Tape) | 3:23         |
| Общая длительность: | Общая длительность:           | 50:46        |

- Стилизованное написание названия трека 2 — «A-YO»

## Чарты
| Чарт (2016)                            | Высшая позиция |
| -------------------------------------- | -------------- |
| Аргентина (CAPIF)                      | 1              |
| Австралия (ARIA)                       | 2              |
| Австрия (Ö3 Austria)                   | 9              |
| Бельгия/Фландрия (Ultratop)            | 5              |
| Бельгия/Валлония (Ultratop)            | 6              |
| Канада (Canadian Albums Chart)         | 2              |
| Чехия (ČNS IFPI)                       | 3              |
| Дания (Hitlisten)                      | 12             |
| Нидерланды (Album Top 100)             | 5              |
| Финляндия (Suomen virallinen lista)    | 5              |
| Франция (SNEP)                         | 9              |
| Германия (Offizielle Top 100)          | 6              |
| Греция (IFPI)                          | 12             |
| Венгрия (MAHASZ)                       | 12             |
| Ирландия (IRMA)                        | 3              |
| Italian Albums (FIMI)                  | 2              |
| Япония (Oricon)                        | 10             |
| Japanese International Albums (Oricon) | 1              |
| Республика Корея (Circle)              | 32             |
| Республика Корея (Gaon)                | 1              |
| New Zealand Albums (RMNZ)              | 2              |
| Норвегия (VG-lista)                    | 5              |
| Польша (ZPAV)                          | 10             |
| Шотландия (Scottish Albums Chart)      | 3              |
| Испания (PROMUSICAE) ·                 | 2              |
| Швеция (Sverigetopplistan)             | 3              |
| Швейцария (Schweizer Hitparade)        | 3              |
| Taiwanese Albums (Five Music)          | 1              |
| Великобритания (UK Albums Chart)       | 3              |
| США (Billboard 200)                    | 1              |

## Сертификация и продажи
| Регион | Сертификация | Продажи   |
| --- | ------------ | --------- |
| Канада (Music Canada) | Золотой      | 40 000^   |
| Дания (IFPI Danmark) | Золотой      | 10 000    |
| Франция (SNEP) | Золотой      | 50 000    |
| Италия (FIMI) | Золотой      | 25 000*   |
| Мексика (AMPROFON) | Платиновый   | 60 000    |
| Норвегия (IFPI Norway) | Золотой      | 10 000*   |
| Польша (ZPAV) | Золотой      | 10 000    |
| Великобритания (BPI) | Золотой      | 168,564   |
| США (RIAA) | Платиновый   | 649,000   |
| Итого |              |           |
| Мир | —            | 1,000,000 |
| * Данные о продажах приведены только на основе сертификации. · ^ Данные о тиражах приведены только на основе сертификации. · Данные о продажах + прослушиваниях приведены только на основе сертификации. |              |           |